# Jean-Claude Piumi

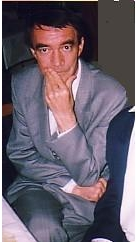
Jean-Claude Piumi (1989)

Jean-Claude Piumi (* 27. Mai 1940 in Giraumont (Meurthe-et-Moselle); † 24. März 1996 in Fréjus) war ein französischer Fußballspieler und -trainer.

## Spielerkarriere

### Im Verein
Der Sohn italienischer Einwanderer wuchs im lothringischen Eisenerzbecken auf und spielte dort als Jugendlicher bei der AS Giraumont, aus der in dieser Zeit mit Bronislav Rodzik ein weiterer späterer Berufsfußballer hervorging. Schon dort stand Jean-Claude Piumi gemeinsam mit Serge Masnaghetti in einer Mannschaft, und 1959 wechselten beide zur US Valenciennes. Piumi, hauptsächlich als Mittel- bzw. Außenläufer aufgestellt, entwickelte sich schnell zu einem „Pfeiler in der Abwehr“ während der sportlichen „Belle Époque“ der Nordfranzosen in den 1960ern und bildete zusammen mit Joseph Bonnel bald ein renommiertes Läuferpaar. Unter Trainer Robert Domergue platzierte sich die USVA 1960 und wieder von 1963 bis 1969 immer auf einem einstelligen Tabellenrang der Division 1, zweimal (1965 und 1966) als Ligadritte sogar in Reichweite des Meistertitels. Dazwischen lag lediglich 1961/62 ein Jahr in der zweiten Division, in der Piumi aber persönlich so überzeugte, dass er als Zweitligaspieler in die Nationalmannschaft berufen wurde (siehe unten).
Auch im Pokalwettbewerb drang er mit Valenciennes zweimal recht weit vor, ohne dass der ganz große Erfolg dabei heraussprang. Im Halbfinale der Saison 1963/64 verhinderte Olympique Lyon den Endspieleinzug, nachdem Piumis Elf zuvor AS Saint-Étienne, FC Nancy und FC Rouen hatte ausschalten können. Und 1969/70 stoppte erst der FC Nantes, wiederum im Halbfinale, den Siegeszug der USVA. Dabei war der Verein 1970 in der Meisterschaft dem Abstieg als Tabellenletzter nur deshalb entgangen, weil die Division 1 anschließend auf 20 Teilnehmer aufgestockt wurde. Für Jean-Claude Piumi war dies dennoch der Zeitpunkt für seinen einzigen Wechsel innerhalb seiner Profilaufbahn, indem er zur AS Monaco und damit freiwillig in die zweite Liga ging. Nur zwölf Monate später kehrte er mit den Monegassen ins fußballerische Oberhaus zurück und hatte auch im Pokal noch einmal reüssiert, als der Zweitdivisionär sich erst in der Runde der letzten acht Teams dem späteren Cupgewinner Stade Rennais UC beugen musste. Als Monaco 1972 die Division 1 wieder verlassen musste, blieb Piumi gleichwohl an der Côte d’Azur und schnürte seine Stiefel – allerdings offiziell nicht mehr gegen Bezahlung – für den traditionsreichen Stade Raphaëlois. Dort beendete er auch seine Zeit als Spieler.

#### Stationen
- Association Sportive de Giraumont (schon als Jugendlicher, bis 1959)
- Union Sportive de Valenciennes-Anzin (1959–1970, davon 1961/62 in D2)
- Association Sportive de Monaco (1970–1972, davon 1970/71 in D2)
- Stade Raphaëlois (1972/73, unterhalb D2)

### In der Nationalmannschaft
Jean-Claude Piumi wurde zwischen Mai 1962 und Juni 1967 in vier A-Länderspielen der französischen Nationalmannschaft eingesetzt. Bei seinem Debüt gelang ihm gegen Italien in Florenz mit einem strammen Linksschuss der vorübergehende Führungstreffer der Bleus. Auch wenn die Partie am Ende mit 1:2 verloren ging und dies sein einziger Torerfolg im blauen Trikot bleiben sollte, betrachtete der Sohn italienischer Eltern die Teilnahme und speziell seinen Treffer gegen Lorenzo Buffon als einen Höhepunkt seiner Karriere. Bei der WM-Endrunde 1966 stand er im französischen Aufgebot, kam in England aber nicht zum Einsatz. Erst 1967 holte ihn Nationaltrainer Just Fontaine zu zwei Spielen in die Équipe tricolore zurück.

## Arbeit als Trainer
Nach seiner Spielerzeit absolvierte Piumi die Trainerausbildung und arbeitete von 1973 bis 1977 in dieser Funktion beim Amateurverein AS Mantes. Mit diesem Fünftligisten gelang ihm im Landespokal der Saison 1976/77 überraschend das Vordringen bis in die Runde der besten 64 Mannschaften. 1996 starb Jean-Claude Piumi, erst 55-jährig, nach langer Krankheit in Fréjus; beigesetzt wurde er in Mantes-la-Jolie.

## Palmarès
- Französischer Meister: Fehlanzeige
- Französischer Pokalsieger: Fehlanzeige (aber Halbfinalteilnehmer 1964 und 1970)
- 4 A-Länderspiele (1 Treffer) für Frankreich
- 323 Spiele und 9 Tore in der Division 1, davon 301/9 für Valenciennes, 22/0 für Monaco[10]